# Marja Entrich
Marja Entrich, född Katz den 28 februari 1905 i Liepāja i Lettland i Kejsardömet Ryssland, död 19 mars 1999 i Stockholm, var en lettisk-svensk kosmetolog, företagare och vissångare.

## Biografi
Marja Entrich föddes i den lettiska hamnstaden Liepāja och flyttade 1916 med sin familj till Sverige och Stockholm. Hon närde länge en önskan om att bli skådespelare, och sökte flera gånger till Dramatens elevskola, utan att komma in. Under en resa i Baltikum fick Marja Entrich följa med sin moster till en kosmetolog som utförde en ansiktsbehandling. Hon blev fascinerad av ett yrke som fick kvinnor att må bra och insåg att det var vad hon ville ägna sitt liv åt. Efter två års studier hos Helena Rubinstein i Paris, och arbete på skönhetssalonger i Tel Aviv och Stockholm, öppnade Marja Entrich 1943 Marjakliniken på Skeppargatan i Stockholm.
På Marja Entrichs klinik fick stamkunder som Elin Wägner och aktriser från Dramaten ta del av det allra senaste i skönhetsbehandlingar och sminkningar som "rådjursögon", vilket hon införde i Sverige, men även kost och livshållningsråd. Innan det yttre kunde behandlas ville hon se till att kunden hade en sund livsstil. Samma år som Marjakliniken öppnade startade Marja Entrich sin egen hudvårdsserie Gröna Linjen, med drygt 35 produkter fyllda med vegetabiliska oljor och ingredienser från naturen. Hon var själv vegetarian och förespråkade en växtbaserad kost till alla, vilket tillsammans med hennes naturliga hudvård gav henne smeknamnet Örtgumman.
Marja Entrich lanserade även hårborttagningsmetoden diatermi, som i motsats till elektrolys inte gav några ärr. Plastikkirurger på Karolinska sjukhuset hänvisade patienter till Marjakliniken för hårborttagning, och hon fick bland annat hjälpa kvinnor som blivit utsatta för hormonbehandling i tyska fångläger under andra världskriget. Hon utvecklade även en speciell typ av ansikts- och kroppsmassage som kallas ’aktiv-totalt lymfdränage’. Idén bakom var att lymfan är kroppens transportsystem av slaggämnen och hennes massage gick ut på att massera med pumpande rörelser i lymfbanornas riktning för att lättare få ut slaggprodukterna.
Utöver kosmetolog var Marja Entrich också estradör och vispoet som bland annat uppträdde på Mosebacke i Stockholm. Vid 90 års ålder gjorde hon skivdebut med Visor och visioner.
Marja Entrich avled 1999, vid 94 års ålder. Det följande året genomfördes en hyllningskonsert till hennes minne med bland andra Susanne Alfvengren, Per Ragnar och Karin Pagmar.